# Doloria sarsi
Doloria sarsi är en kräftdjursart som beskrevs av Louis S. Kornicker 1987. Doloria sarsi ingår i släktet Doloria, och familjen Cypridinidae. Arten är reproducerande i Sverige.